# لایلک پارک (کالیفرنیا)
لایلک پارک (به انگلیسی: Lilac Park) یک منطقهٔ مسکونی در ایالات متحده آمریکا است که در شهرستان کالاوراس، کالیفرنیا واقع شده‌است. لایلک پارک ۱٬۲۷۰ متر بالاتر از سطح دریا واقع شده‌است.